# Jarandilla de la Vera
Jarandilla de la Vera ist eine westspanische Kleinstadt und eine Gemeinde (municipio) mit 2.845 Einwohnern (Stand: 2024) im Nordosten der Provinz Cáceres (Extremadura).

## Lage und Klima
Der Ort Jarandilla de la Vera liegt am Bach Garganta de Jaranda, einem nördlichen Nebenfluss des Río Tiétar nahe der Grenze zu Altkastilien in einer Höhe von 585 m. Die zentralspanische Gebirgskette der Sierra de Gredos und das Kloster Yuste, in welchem Kaiser Karl V. seine letzten Lebensjahre verbrachte, sind nur etwa 10 bis 20 km (Luftlinie) entfernt. Im Sommer ist das Klima meist warm; im Winter und in kalten Nächten kann die Temperatur jedoch auch unter 0 °C fallen.

## Bevölkerungsentwicklung
| Jahr      | 1857 | 1900 | 1950 | 2000 | 2021 |
| Einwohner | 2268 | 1951 | 3316 | 3103 | 2843 |

Trotz der Mechanisierung der Landwirtschaft und der damit zusammenhängenden Aufgabe bäuerlicher Kleinbetriebe („Höfesterben“) in der zweiten Hälfte des 20. Jahrhunderts ist die Einwohnerzahl der Gemeinde nur leicht gesunken.

## Wirtschaft
Die Wirtschaft der Gemeinde basiert hauptsächlich auf dem Dienstleistungssektor, der einen hohen Prozentsatz der wirtschaftlichen Aktivität darstellt. Jarandilla de la Vera ist auch – vor allem im Sommer – ein beliebt-es touristisches Ziel innerhalb der Extremadura, sowohl wegen des historischen Charakters der Stadt als auch wegen der nahe liegenden Berge.

## Geschichte
Römer, Westgoten und selbst die Mauren haben kaum Spuren hinterlassen. Der Ortsname geht allerdings auf die arabisch-maurische Zeit zurück und lautete ehemals Xarandiella. Die Region um Plasencia wurde im 12. Jahrhundert wiederholt von christlichen Heeren angegriffen, doch die endgültige Rückeroberung (reconquista) der Region geschah erst durch Alfons VIII. von Kastilien im frühen 13. Jahrhundert. Danach gehörte der Ort jahrelang zur Stadt Plasencia, doch kurz nach dem Regierungsantritt Heinrichs II. im Jahr 1369 wurde er dem Grafen García Álvarez de Toledo, der zuvor Großmeister des Santiagoordens war, übergeben; dessen spätere Nachkommen waren die Grafen von Oropesa und die Herzöge von Alba.

## Sehenswürdigkeiten

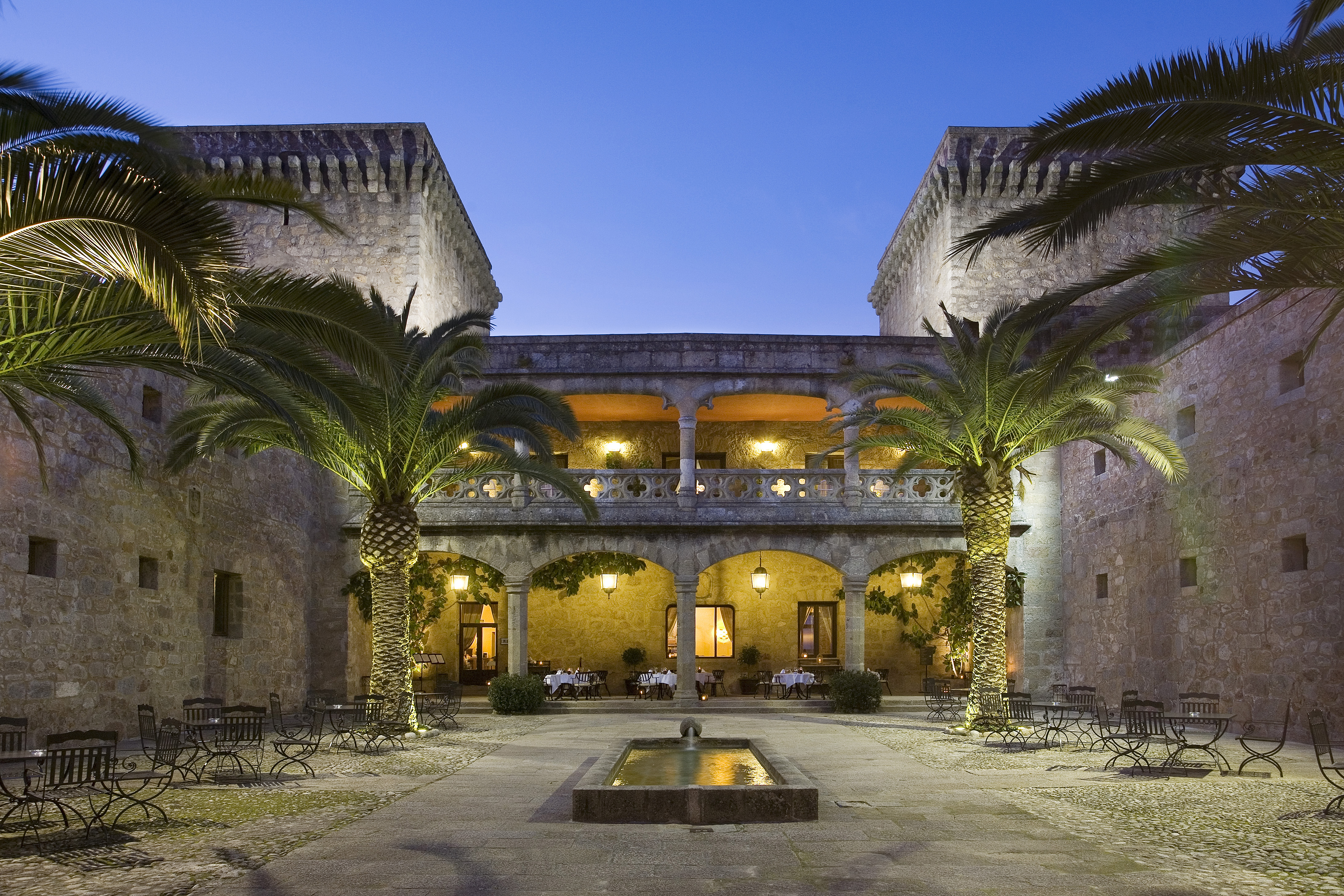
Palacio/Castillo de los Condes de Oropesa

- Die Iglesia de Santa María de la Torre wurde im 12./13. Jahrhundert als Wehrkirche mit Zinnenkranz und hochliegenden, schmalen Fenstern gebaut. Das einschiffige Innere bewahrt ein Taufbecken (pila bautismal) aus westgotischer Zeit.[6]
- Die Iglesia de San Agustín gehörte zu einem Kloster des Bettelordens der Augustiner-Rekollekten. Gemäß einem erhaltenen Dokument wurde die erste Messe im Jahr 1603 gehalten.
- Das Castillo de los Condes de Oropesa ist ein Bau aus dem 15. Jahrhundert, der jedoch später zu einem Palast umgebaut wurde und heute als Hotel (Parador) dient.[7]
- Auf einem kleinen Platz steht eine Gerichtssäule (picota oder rollo) aus dem 17. Jahrhundert als Zeichen der Eigenständigkeit.[8]

Umgebung
- Außerhalb des Ortes stehen zwei einbogige mittelalterliche Brücken.[9]